# Rayan Cherki
Mathis Rayan Cherki (sinh ngày 17 tháng 8 năm 2003) là một cầu thủ bóng đá chuyên nghiệp người Pháp hiện đang thi đấu ở vị trí tiền vệ tấn công hoặc tiền vệ cánh cho câu lạc bộ Premier League Manchester City và Đội tuyển bóng đá quốc gia Pháp.

## Thiếu thời
Cherki sinh ngày 17 tháng 8 năm 2003 tại Lyon. Cha của anh, Fabrice Amsellem, là người Algeria gốc Ý, còn mẹ anh mang dòng máu Algeria.

## Sự nghiệp câu lạc bộ

### Lyon
Cherki trưởng thành từ học viện trẻ Lyon và được đánh giá là một trong những tài năng xuất sắc nhất của đội. Anh bắt đầu thi đấu cho đội dự bị ở Championnat National 2 khi mới 15 tuổi. Ngày 7 tháng 7 năm 2019, Cherki đã ký hợp đồng chuyên nghiệp đầu tiên với Lyon cho đến năm 2022. Anh đã ra mắt chuyên nghiệp trong trận hòa 0–0 tại Ligue 1 trước Dijon vào ngày 19 tháng 10 năm 2019.
Sau khi ghi bốn bàn tại 2019–20 UEFA Youth League, anh ra mắt đội một vào ngày 27 tháng 11 năm 2019 ở Champions League gặp Zenit khi 16 tuổi 102 ngày, vào sân thay Maxwel Cornet phút 74 trong trận thua 0–2.
Ngày 4 tháng 1 năm 2020, Cherki ghi bàn thắng đầu tiên cho đội một trong trận thắng 7–0 trước Bourg-en-Bresse tại Coupe de France, trở thành cầu thủ trẻ nhất ghi bàn cho Lyon vào lúc 16 tuổi 140 ngày.
Ngày 18 tháng 1, anh tham gia trực tiếp vào cả bốn bàn thắng trong chiến thắng 4–3 trước Nantes ở Coupe de France; anh ghi hai bàn và kiến tạo cho hai bàn còn lại.
Ngày 19 tháng 8 năm 2020, Cherki vào sân trong trận bán kết UEFA Champions League gặp Bayern Munich, trở thành cầu thủ trẻ nhất ra sân ở trận bán kết Champions League.
Ngày 2 tháng 5 năm 2021, Cherki ghi bàn Ligue 1 đầu tiên giúp Lyon thắng Monaco 3–2 ở những phút cuối cùng của trận.
Tháng 9 năm 2024, Cherki gia hạn hợp đồng với Lyon đến 2027, với tùy chọn một năm tự động kích hoạt nếu anh vẫn còn hợp đồng vào ngày 1 tháng 9 năm 2025.
Mùa giải 2024–25 của Cherki là một mùa cá nhân nổi bật với 11 kiến tạo tại Ligue 1, giúp anh dẫn đầu giải và có mặt trong Đội hình tiêu biểu UNFP. Anh cũng nhận giải Dribbler of the Year đầu tiên của Ligue 1.
Trong Europa League, Cherki có 8 kiến tạo, dẫn đầu giải và giúp Lyon vào tứ kết, đồng thời được trao giải Young Player of the Season và có tên trong Đội hình tiêu biểu mùa giải.

### Manchester City
Ngày 10 tháng 6 năm 2025, câu lạc bộ Premier League Manchester City thông báo chiêu mộ Cherki với hợp đồng 5 năm, phí ban đầu là 36,5 triệu bảng Anh cùng 6 triệu bảng Anh phụ phí tiềm năng và điều khoản 15% khi bán tiếp.
Ngày 22 tháng 6, Cherki ghi bàn đầu tiên cho Manchester City trong chiến thắng 6–0 ở vòng bảng FIFA Club World Cup trước Al Ain.
Ngày 14 tháng 8 năm 2025, sau khi Jack Grealish chuyển tới câu lạc bộ Everton theo dạng cho mượn, Cherki được trao chiếc áo số 10 trong mùa giải sắp tới.

## Sự nghiệp quốc tế
Cherki đủ điều kiện thi đấu cho cả Pháp, là nơi anh sinh ra và Algeria hoặc Italy, quốc tịch của cha mẹ anh.
Năm 2024, anh được gọi vào đội U23 Pháp dự Thế vận hội Paris 2024, ra sân 3 trận và giành huy chương bạc. Nhờ thành tích này, Cherki được phong Ordre national du Mérite (Huân chương Công trạng Quốc gia Pháp).
Cherki ra mắt Đội tuyển Pháp ngày 5 tháng 6 năm 2025, ghi bàn và kiến tạo trong trận thua 4–5 trước Tây Ban Nha ở bán kết Nations League. Ngày 9 tháng 6, anh có trận đá chính đầu tiên, giúp Pháp thắng 2–0 trước Đức.

## Thống kê sự nghiệp

### Câu lạc bộ
Tính đến 26 tháng 6 năm 2025
| Câu lạc bộ          | Mùa giải            | Giải vô địch        | Giải vô địch | Giải vô địch | Cúp quốc gia | Cúp quốc gia | Cúp Liên đoàn | Cúp Liên đoàn | Châu lục | Châu lục | Khác | Khác | Tổng cộng | Tổng cộng |
| Câu lạc bộ          | Mùa giải            | Hạng đấu            | Trận         | Bàn          | Trận         | Bàn          | Trận          | Bàn           | Trận     | Bàn      | Trận | Bàn  | Trận      | Bàn       |
| ------------------- | ------------------- | ------------------- | ------------ | ------------ | ------------ | ------------ | ------------- | ------------- | -------- | -------- | ---- | ---- | --------- | --------- |
| Lyon B              | 2019–20             | National 2          | 10           | 5            | —            | —            | —             | —             | —        | —        | —    | —    | 10        | 5         |
| Lyon B              | 2020–21             | National 2          | 1            | 0            | —            | —            | —             | —             | —        | —        | —    | —    | 1         | 0         |
| Lyon B              | 2021–22             | National 2          | 2            | 0            | —            | —            | —             | —             | —        | —        | —    | —    | 2         | 0         |
| Lyon B              | Tổng cộng           | Tổng cộng           | 13           | 5            | —            | —            | —             | —             | —        | —        | —    | —    | 13        | 5         |
| Lyon                | 2019–20             | Ligue 1             | 6            | 0            | 3            | 3            | 2             | 0             | 2        | 0        | —    | —    | 13        | 3         |
| Lyon                | 2020–21             | Ligue 1             | 27           | 1            | 3            | 3            | —             | —             | —        | —        | —    | —    | 30        | 4         |
| Lyon                | 2021–22             | Ligue 1             | 16           | 0            | 0            | 0            | —             | —             | 4        | 2        | —    | —    | 20        | 2         |
| Lyon                | 2022–23             | Ligue 1             | 34           | 4            | 5            | 1            | —             | —             | —        | —        | —    | —    | 39        | 5         |
| Lyon                | 2023–24             | Ligue 1             | 33           | 1            | 6            | 2            | —             | —             | —        | —        | —    | —    | 39        | 3         |
| Lyon                | 2024–25             | Ligue 1             | 30           | 8            | 2            | 0            | —             | —             | 12       | 4        | —    | —    | 44        | 12        |
| Lyon                | Tổng cộng           | Tổng cộng           | 146          | 14           | 19           | 9            | 2             | 0             | 18       | 6        | —    | —    | 185       | 29        |
| Manchester City     | 2024–25             | Premier League      | —            | —            | —            | —            | —             | —             | —        | —        | 3    | 1    | 3         | 1         |
| Manchester City     | 2025–26             | Premier League      | 0            | 0            | 0            | 0            | 0             | 0             | 0        | 0        | 0    | 0    | 0         | 0         |
| Manchester City     | Tổng cộng           | Tổng cộng           | 0            | 0            | 0            | 0            | 0             | 0             | 0        | 0        | 3    | 1    | 3         | 1         |
| Tổng cộng sự nghiệp | Tổng cộng sự nghiệp | Tổng cộng sự nghiệp | 159          | 19           | 19           | 9            | 2             | 0             | 18       | 6        | 3    | 1    | 201       | 35        |

1. ↑  Bao gồm Coupe de France
2. ↑  Bao gồm Coupe de la Ligue
3. ↑  Ra sân tại UEFA Champions League
4. 1 2  Ra sân tại UEFA Europa League
5. ↑  Ra sân tại FIFA Club World Cup

### Quốc tế
Tính đến 8 tháng 6 năm 2025
| Đội tuyển quốc gia | Năm       | Trận | Bàn |
| ------------------ | --------- | ---- | --- |
| Pháp               | 2025      | 2    | 1   |
| Tổng cộng          | Tổng cộng | 2    | 1   |

#### Bàn thắng quốc tế
Tính đến 5 tháng 6 năm 2025
Tỷ số và kết quả liệt kê bàn thắng của Pháp được để trước, cột tỷ số cho biết tỷ số sau mỗi bàn thắng của Cherki.
| # | Ngày               | Địa điểm                 | Trận | Đối thủ     | Bàn thắng | Kết quả | Giải đấu                                |
| - | ------------------ | ------------------------ | ---- | ----------- | --------- | ------- | --------------------------------------- |
| 1 | 5 tháng 6 năm 2025 | MHPArena, Stuttgart, Đức | 1    | Tây Ban Nha | 2–5       | 4–5     | Vòng chung kết UEFA Nations League 2025 |

## Danh hiệu

### Câu lạc bộ
Lyon
- Á quân Coupe de France: 2023–24
- Á quân Coupe de la Ligue: 2019–20

### Đội tuyển quốc gia
Pháp
- Hạng ba UEFA Nations League: 2024–25

U-23 Pháp
- Huy chương bạc Thế vận hội Mùa hè: 2024

### Cá nhân
- UNFP Ligue 1 Team of the Year: 2024–25
- Cầu thủ Ligue 1 lập công hàng đầu: 2024–25
- Cầu thủ rê bóng Ligue 1 xuất sắc nhất mùa giải: 2024–25
- Đội hình UEFA Europa League xuất sắc nhất mùa giải: 2024–25
- Cầu thủ UEFA Europa League lập công hàng đầu: 2024–25
- Cầu thủ trẻ UEFA Europa League xuất sắc nhất mùa giải: 2024–25

### Huân chương
- Huân chương Công trạng Quốc gia Pháp: 2024